# فيرينس ناغي
فيرينس ناغي (بالمجرية: Nagy Ferenc)‏ هو سياسي مجري، ولد في 8 أكتوبر 1903 في المجر، وتوفي في 12 يونيو 1979 في الولايات المتحدة. حزبياً، نشط في الحزب المدني لأصحاب الحيازات الصغيرة المستقلين والعمال الزراعيون. انتخب عضو الجمعية الوطنية المجرية.

## روابط خارجية
- فيرينس ناغي على موقع الموسوعة البريطانية (الإنجليزية)
- فيرينس ناغي على موقع مونزينجر (الألمانية)
- فيرينس ناغي على موقع إن إن دي بي (الإنجليزية)